# 팀 라이스 옥슬리
팀 라이스 옥슬리(Tim Rice-Oxley, 1976년 6월 2일 ~ )는 잉글랜드의 음악가로, 킨의 일원이다.